# بيرولين
بيرولين (أو ثنائي هيدرو البيرول) هو مركب عضوي حلقي غير متجانس وغير مشبع له الصيغة الكيميائية C4H7N. يتألف المركب بنيوياً من حلقة خماسية حاوية على ذرة غير متجانسة واحدة من النتروجين بالإضافة إلى وجود رابطة مضاعفة واحدة؛ ويطلق على مشتقاته اسم بيرولينات.

## المتصاوغات
توجد هناك ثلاثة متصاوغات للمركب، وهي 1-بيرولين و 2-بيرولين و 3-بيرولين، وتحتلف عن بعضها في موقع الرابطة المضاعفة بالنسبة لذرة النتروجين. تحضر البيرولينات نظرياً من مركب البيرول بإجراء عملية هدرجة لواحدة من الرابطتين المضاعفتين في المركب. يعد 1-بيرولين إيمين حلقي، في حين أن 2- و 3-بيرولين هما أمينات حلقية.
|           |           |           |
| 1-بيرولين | 2-بيرولين | 3-بيرولين |

## التفاعلات
يمكن الحصول على المستبدلات على ذرة النتروجين في البيرولينات بإجراء تفاعل تبادل أوليفيني مغلق للحلقة.

## مشتقات البيرولينات
من الأمثلة على بعض المشتقات المعروفة للبيرولينات والحاوية على عدد من المستبدلات المختلفة:
- 2-أسيتيل-1-بيرولين: وهو معطر له رائحة الخبز الأبيض.
- بيروليسين وهو من الأحماض الأمينية المركبة للبروتينات غير المألوفة

## اقرأ أيضاً
- بيرول
- بيروليدين

## روابط خارجية
- Pyrroline, 1-pyrroline, 2-pyrroline, and 3-pyrroline at EMBL-EBI